# Communauté rurale de Médina Baffé
La communauté rurale de Médina Baffé est une communauté rurale du Sénégal située au sud-est du pays dans département de Saraya. 

## Histoire
Lors de la réforme administrative de 2008 la communauté rurale est transférée de l'arrondissement de Fongolembi au nouvel arrondissement de Bembou dans le nouveau département de Saraya.

## Administration
Elle fait partie de l'arrondissement de Bembou, du département de Saraya et de la région de Kédougou.

## Villages
Elle comprend notamment les villages suivants : Samécouta.